# Турецкое завоевание Крыма
Турецкое завоевание Крыма — завоевание Османской империей генуэзских колоний в Крыму и установление протектората над Крымским Ханством в 1475 году. В состав Османской империи вошли Южнобережный Крым, а также стратегически важная Керчь-Еникальская территория. Степная и предгорная части стали ядром Крымского ханства, получившего вассальную зависимость от Порты. Кючук-Кайнарджийский мирный договор (1774) положил конец османскому правлению на полуострове.

## Предыстория

Государства и колонии в Крыму XV века

После распада Золотой Орды в 1441 году остатки монголов в Крыму тюркизируются. Происходит этногенез крымских татар.
На этот момент Крым разделён между степным Крымским ханством, горным княжеством Феодоро и генуэзскими колониями на южном побережье. Столицей княжества Феодоро является Мангуп, одна из крупнейших крепостей средневекового Крыма (90 га), при необходимости принимавший под защиту значительные массы населения.

## Турецкие завоевания
Турция при султане Мехмеде II переходит к масштабным территориальным экспансиям.
Летом 1475 года турки-османы, захватившие территории бывшей Византийской империи, высадили в мае большой десант Гедик Ахмед-паши в Крыму и Приазовье, осадили и взяли Каффу, казнили 300 знатных генуэзцев, остальных пленили, захватили Солдайю и более мелкие генуэзские крепости (в том числе Тану на Дону) и греческие города, включив их в состав Османского государства. Владение Гизольфи на Тамани пали в 1482 году.
В июле был осаждён Мангуп. Феодоро было завоёвано османскими войсками под командованием Гедик Ахмед-паши. При этом, во время осады Мангупа феодоритами, в составе которых был военный отряд из трёхсот воинов, присланных молдавским господарем Стефаном III Великим, был перебит весь янычарский корпус, существовавший в тот период в Османской империи.
В 1475 году турки вели войну с крымским ханом Менгли Гиреем и принудили его признать себя зависимым от султана. В 1478 году Крымское ханство стало протекторатом Османской империи. При этом климатически благоприятный Южнобережный Крым, а также стратегически важная Керчь-Еникальская территория вошли в состав собственно Османской империи.

## Последствия
На землях княжества Феодоро и завоёванных генуэзских колоний капитанства Готия османами был создан Кефинский санджак (1475—1588) с центром в Кафе/Keфе (Феодосии). Кефинский санджак делился на Мангупский, Судакский и Кафинский кадалыки. В 1588—1775 гг. он же носил название Кефинский эялет. Османы содержали там свои гарнизоны, чиновничий аппарат и строго взимали налоги.
Земли домена султана, на которых проживало христианское население, находились вне юрисдикции крымских ханов. Татарам даже было запрещено на них селиться. Длительный административный раздел полуострова на собственно османскую и автономную крымскую части обусловил различный этногенез и различную языковую типологию северных и южных групп крымских тюрок. Население ЮБК состояло в основном из новоприбывших турок-мусульман, а также итальянцев, армян, греков, готов, которыe со временем тюркизировались. Несмотря на языковую тюркизацию, часть этих народов сохранила христианское вероисповедание. Остатки монголо-татар сохранили свои полуавтономные владения в предгорном и степном Крыму (Крымское ханство), однако и там главенствующие над ними турки построили крепости Ор (Перекоп), Арабат, Еникале, Гезлев, в которых содержали постоянные гарнизоны.
Победы в Крыму имели для турок большое военное значение, так как крымские татары доставляли им вспомогательное войско, по временам в 100 тысяч человек, но впоследствии столкнули Турцию с Россией и Польшей.
Кючук-Кайнарджийский мирный договор положил конец османскому правлению на полуострове: согласно ему, Керченский полуостров вошёл в состав Российской империи, а оставшуюся территорию включило в свой состав независимое Крымское ханство, которое в 1783 году также было присоединено Российской империей.